# Динар Боснии и Герцеговины
Динар Боснии и Герцеговины (Боснийский динар) (босн. и хорв. Bosanskohercegovački dinar, серб. Босанскохерцеговачки динар) — денежная единица Республики Боснии и Герцеговины в 1992—1998 годах.

## История
1 июля 1992 года начат выпуск банкнот Народного банка Боснии и Герцеговины в динарах (= югославскому динару). Банкноты первого выпуска в 10, 25, 50, 100, 500 и 1000 динаров находились в обращении параллельно с югославским динаром. 10 ноября 1992 года в обращение выпущены банкноты в 10 динаров, номинал которых путём надпечатки был изменён на 100 000 динаров.
15 августа 1994 года проведена деноминация (10 000:1), динар Боснии и Герцеговины объявлен денежной единицей Республики Босния и Герцеговина. В обращение выпущены банкноты второго выпуска в 10, 20, 50, 100 и 500 динаров. Был установлен курс к немецкой марке: 100 динаров = 1 марка. Динар фактически использовался только на территориях, контролировавшихся боснийцами-мусульманами. На территории Боснии и Герцеговины обращались также хорватский динар, хорватская куна, новый югославский динар, немецкая марка, динар Республики Сербской и различные денежные суррогаты.
В 1998 году введена новая денежная единица — боснийская конвертируемая марка, обмен динаров на марки производился 100:1.

## Банкноты

### Серия 1992-1993 годов
| Изображение     | Изображение       | Номинал (динаров) | Размеры (мм) | Основные цвета      | Описание          | Описание                  | Описание                    | Дата выпуска   |
| Лицевая сторона | Оборотная сторона | Номинал (динаров) | Размеры (мм) | Основные цвета      | Лицевая сторона   | Оборотная сторона         | Водяной знак                | Дата выпуска   |
| --------------- | ----------------- | ----------------- | ------------ | ------------------- | ----------------- | ------------------------- | --------------------------- | -------------- |
|                 |                   | 10                | 145×73       | фиолетовый          | Номинал и подписи | Старый Мост в Мостаре     | Повторяющийся алмазный узор | 1 июля 1992    |
|                 |                   | 25                | 145×73       | бирюзовый           | Номинал и подписи | Герб Боснии и Герцеговины | Повторяющийся алмазный узор | 1 июля 1992    |
|                 |                   | 50                | 145×73       | розовый             | Номинал и подписи | Старый Мост в Мостаре     | Повторяющийся алмазный узор | 1 июля 1992    |
|                 |                   | 100               | 145×73       | зелëный             | Номинал и подписи | Герб Боснии и Герцеговины | Повторяющийся алмазный узор | 1 июля 1992    |
|                 |                   | 500               | 145×73       | фиолетовый, розовый | Номинал и подписи | Герб Боснии и Герцеговины | Повторяющийся алмазный узор | 1 июля 1992    |
|                 |                   | 1000              | 145×73       | фиолетовый, красный | Номинал и подписи | Старый Мост в Мостаре     | Повторяющийся алмазный узор | 1 июля 1992    |
|                 |                   | 5000              | 145×73       | салатовый           | Номинал и подписи | Герб Боснии и Герцеговины | Повторяющийся алмазный узор | 25 января 1993 |
|                 |                   | 10000             | 145×73       | розовый             | Номинал и подписи | Герб Боснии и Герцеговины | Повторяющийся алмазный узор | 25 января 1993 |

### Серия 1994 года
| Изображение     | Изображение       | Номинал (динаров) | Размеры (мм) | Основные цвета      | Описание          | Описание                  | Описание                    | Дата выпуска    |
| Лицевая сторона | Оборотная сторона | Номинал (динаров) | Размеры (мм) | Основные цвета      | Лицевая сторона   | Оборотная сторона         | Водяной знак                | Дата выпуска    |
| --------------- | ----------------- | ----------------- | ------------ | ------------------- | ----------------- | ------------------------- | --------------------------- | --------------- |
|                 |                   | 1                 | 120×65       | светло-бирюзовый    | Номинал и подписи | Герб Боснии и Герцеговины | Повторяющийся алмазный узор | 15 августа 1994 |
|                 |                   | 5                 | 120×65       | розовый             | Номинал и подписи | Старый Мост в Мостаре     | Повторяющийся алмазный узор | 15 августа 1994 |
|                 |                   | 10                | 120×65       | розовый             | Номинал и подписи | Герб Боснии и Герцеговины | Повторяющийся алмазный узор | 15 августа 1994 |
|                 |                   | 20                | 120×65       | розовый             | Номинал и подписи | Старый Мост в Мостаре     | Повторяющийся алмазный узор | 15 августа 1994 |
|                 |                   | 50                | 120×65       | фиолетовый, розовый | Номинал и подписи | Герб Боснии и Герцеговины | Повторяющийся алмазный узор | 15 августа 1994 |
|                 |                   | 100               | 120×65       | фиолетовый, красный | Номинал и подписи | Старый Мост в Мостаре     | Повторяющийся алмазный узор | 15 августа 1994 |
|                 |                   | 500               | 120×65       | салатовый           | Номинал и подписи | Герб Боснии и Герцеговины | Повторяющийся алмазный узор | 15 августа 1994 |
|                 |                   | 1000              | 120×65       | розовый             | Номинал и подписи | Старый Мост в Мостаре     | Повторяющийся алмазный узор | 15 августа 1994 |